# Кіпрушино
Кіпрушино (рос. Кипрушино) — присілок у Подпорозькому районі Ленінградської області Російської Федерації.
Населення становить 199 осіб. Належить до муніципального утворення Вознесенське міське поселення.

## Історія
Згідно із законом від 1 вересня 2004 року № 51-оз належить до муніципального утворення Вознесенське міське поселення.

## Населення
| 1873 | 1885 | 1905 | 1927 | 1961 | 1990 | 1997 |
| ---- | ---- | ---- | ---- | ---- | ---- | ---- |
| 80   | ↗81  | ↗115 | ↘100 | ↘62  | ↗400 | ↘331 |
| 2007 | 2010 |      |      |      |      |      |
| ↘245 | ↘199 |      |      |      |      |      |